# Nozno
Nozno é um assentamento localizado no município de Brda na Eslovênia. Possuía uma população estimada de 27 habitantes em 2020.